# Всехсвятский проезд
Всехсвя́тский прое́зд — небольшая улица в центре Москвы в Хамовниках между Пречистенской набережной и Волхонкой вдоль северной границы Храма Христа Спасителя.

## История
В 1785 году упоминается как Талызин переулок (по домовладельцу, гардемарину Алексею Лукьяновичу Талызину). Новое название дано по церкви Всех Святых, стоявшей на углу с Пречистенской набережной. Всехсвятская церковь впервые упомянута деревянной в 1365 году, в 1514 году построена каменная. В 1838 году церковь Всех Святых была разобрана в связи со строительством Храма Христа Спасителя. Помимо проезда, по ней также называлась улица на другом берегу Москвы-реки, в 1933 году получившая имя в честь писателя Александра Серафимовича. Кроме того, ворота стены Белого города, стоявшие в конце улицы Ленивка, напротив старого Большого Каменного моста, назывались Всехсвятскими.

## Описание
Всехсвятский проезд начинается от Пречистенской набережной с северной стороны Храма Христа Спасителя, проходит на северо-запад вдоль парка Храма и памятника Александру II и выходит на Волхонку. Адресации по Всехсвятскому проезду нет, и въезд в него перекрыт шлагбаумами с обоих концов: он занят автомобильной парковкой Фонда Храма Христа Спасителя. На углу с Волхонкой находится Галерея Ильи Глазунова (Волхонка, 13).